# Dragons de Saint-Domingue
Les Dragons de Saint-Domingue étaient à l'origine trois compagnies, avec chacune trois officiers et 100 soldats, organisées à partir d'octobre 1769 pour le service militaire, puis intégrées à de nouveaux régiments d'infanterie coloniale à partir de 1772.
Dans le contexte des troubles de la colonie créés par l'insurrection des esclaves noirs en 1791, les troupes régulières se sont ouvertes aux hommes de couleur dans les années 1790 et les dragons de Saint-Domingue combattirent sous commandement anglais à partir du Traité de Whitehall de février 1794 qui voit l'alliance entre les grands planteurs blancs et l'armée anglaise, jusqu'à l'armistice du 30 mars 1798, annonciateur de la victoire du général noir Toussaint Louverture. 
Les dragons combattent ensuite lors de l'expédition de Saint-Domingue, qui verra la chute de Toussaint Louverture.

## Quelques dragons célèbres
- marquis de Laage
- Louis Alexandre Amélie Bauduy
- Claude-Henry-Etienne Bernard de Sassenay
- Jean Bérard de Moquet
- Pierre-Victor Malouet

## Les généraux de l'expédition de Saint-Domingue
- Pierre Lhermite (décembre 1801, commande le "Duguay-Trouin")
- Charles Victoire Emmanuel Leclerc (décembre 1801)
- Charles Alexandre Léon Durand de Linois (décembre 1801)
- François-Marie Perichou de Kerversau[1] (partie espagnole)
- Jean-Louis Ferrand (partie espagnole)
- Jean Boudet ("repreneur de la Guadeloupe", placé le 8 octobre à la tête des troupes réunies à Rochefort, qui formeront le noyau de sa division lors de l'expédition de Saint-Domingue)
- Honoré Joseph Antoine Ganteaume (février 1802)
- Louis Thomas Villaret de Joyeuse (décembre 1801)
- Louis-René-Madeleine de Latouche-Tréville
- Jean-Baptiste Donatien de Vimeur de Rochambeau
- Edme Étienne Borne Desfourneaux
- Jean-François Joseph Debelle
- Jean Joseph Amable Humbert (piraterie des années 1800 dans la Caraïbe)